# فران نافارو
فران نافارو (بالإسبانية: Fran Navarro)‏ هو لاعب كرة قدم إسباني في مركز الهجوم، ولد في 3 فبراير 1998 في بلنسية في إسبانيا. لعب مع نادي لوكيرين.